# Veľké Turovce
Veľké Turovce ist eine Gemeinde in der südlichen Slowakei nahe der Grenze zu Ungarn.
Sie entstand 1967 durch die Vereinigung der Gemeinden Dolné Turovce (deutsch Kleinthur, ungarisch Kistúr) und Stredné Turovce (deutsch Niederthur, ungarisch Középtúr) und liegt nördlich der Stadt Šahy.
Bis 1918 gehörten die ehemaligen Gemeindeteile zum Königreich Ungarn und kamen dann zur neu entstandenen Tschechoslowakei. Durch den Ersten Wiener Schiedsspruch kamen sie von 1938 bis 1945 kurzzeitig wieder zu Ungarn.

## Bevölkerung
| Jahr                | 1994 | 2004    | 2014    | 2024    |
| ------------------- | ---- | ------- | ------- | ------- |
| Anzahl der Personen | 822  | 806     | 750     | 749     |
| Unterschied         |      | −1,94 % | −6,94 % | −0,13 % |

| Jahr                | 2023 | 2024    |
| ------------------- | ---- | ------- |
| Anzahl der Personen | 742  | 749     |
| Unterschied         |      | +0,94 % |